# Friedrich Ludwig Weidig

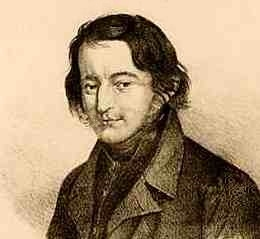
Friedrich Ludwig Weidig

Ludwig Friedrich Alexander Weidig (* 15. Februar 1791 in Oberkleen, Landgrafschaft Hessen-Darmstadt; † 23. Februar 1837 in Darmstadt, Großherzogtum Hessen) war ein deutscher evangelischer Theologe, Pädagoge, Publizist und Turnpionier. Er wirkte vornehmlich als Lehrer in Butzbach sowie kurzzeitig als Pfarrer in Ober-Gleen. Im Gebiet des heutigen Hessen und des angrenzenden Mittelrheins war er ein Protagonist des Vormärz und Wegbereiter der Deutschen Revolution 1848/49.

## Namen und Verwandtschaft
Weidig wurde in dem Dorf Oberkleen im Hüttenberger Land nordwestlich der Wetterau als Sohn des Oberförsters Ludwig Christian Weidig (1765–1835) geboren. Seine Mutter war Wilhelmine Christine Weidig geb. Liebknecht (1766–1831). Weidigs Vornamen werden in der ihn behandelnden Literatur nicht immer korrekt angegeben, im Kirchenbuch sind die Vornamen in folgender Form eingetragen «Ludwig , Friedrich Alexander». Im später erstellten Familienbuch des Vaters wie folgt: «Ludwig Friedrich Alexander» (Friedrich unterstrichen). Im privaten Bereich wie auch in amtlichen Schreiben war der Rufname «Friedrich» bzw. «Fritz». Die Promotionsurkunde der Universität Gießen wurde dem «Friderico Ludowico Alexandro Weidig» verliehen.
Weidigs Brüder waren die Förster, Richter und Abgeordneten der Zweite Kammer der Landstände des Großherzogtums Hessen Gottlieb Weidig (1792–1875) und Wilhelm Weidig (1798–1873). Schon Weidigs Vorfahren väterlicherseits gehörten als Hof- und Parforcejäger den landgräflich hessen-darmstädtischen Forstbeamten an.

## Leben

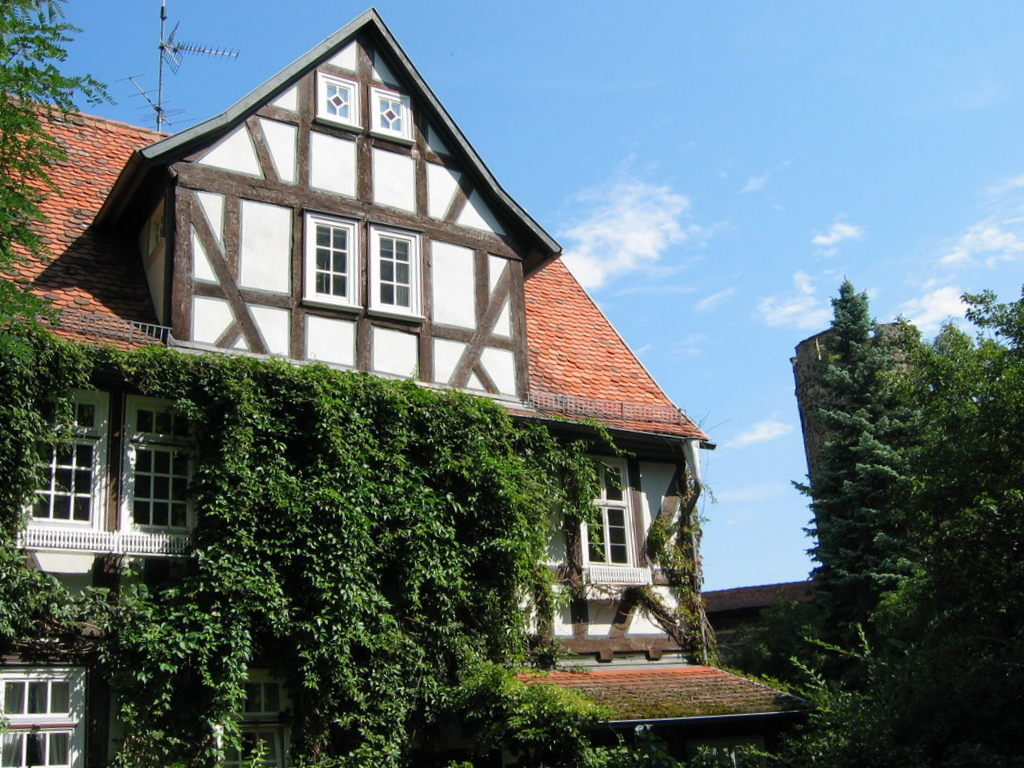
Weidighaus in Butzbach mit Hexenturm im Hintergrund

In Oberkleen blieb die Familie Weidig zwei Jahre. Danach zog sie nach Cleeberg, wo der Vater als Förster arbeitete. In Cleeberg wohnte die Familie Weidig gleich neben der Familie Liebknecht. Nach dem elfjährigen Aufenthalt in Cleeberg kam Friedrich Ludwig Weidig 1803 ins nahegelegene Butzbach in der Landgrafschaft Hessen-Darmstadt. Dort ging er zur Schule. Während seines Theologiestudiums an der Ludoviciana in Gießen war er Mitglied der fränkischen Landsmannschaft. Weidig wurde zum Dr. theol. promoviert. 1812 wurde er Konrektor an der Butzbacher Knabenschule. Nach dem Vorbild Friedrich Ludwig Jahns führte Weidig mit seinen Schülern Turn- und Exerzierübungen durch und gründete (um 1814) einen Turnplatz auf dem Schrenzer, einem nordöstlichen Ausläufer des Taunus. Von späteren Historikern und Biographen wurde er deshalb auch als „hessischer Turnvater“ tituliert. Seit 1818 wurde Weidig von den Behörden wegen politischer Betätigung im Schulunterricht, in den Predigten und privat überwacht. Weidig gehörte zu den Liberaldemokraten, die ein vereinigtes Deutschland als demokratischer Nationalstaat anstrebten. Deshalb reiste er 1832 nach Südwestdeutschland und half bei den Vorbereitungen des Hambacher Fests, an dem er aber aufgrund der behördlichen Überwachung nicht teilnehmen konnte.
1833 wurde Weidig zum ersten Mal inhaftiert; trotzdem veröffentlichte er 1834 illegal vier Ausgaben des „Leuchter und Beleuchter für Hessen (oder der Hessen Notwehr)“. Im selben Jahr traf er erstmals mit Georg Büchner zusammen. Weidig arbeitete ein von Büchner vorgelegtes Manuskript zur ersten Druckfassung des Hessischen Landboten um. Auch die Verteilung der illegalen Flugschrift wurde maßgeblich durch Weidig und seine Schüler organisiert (Das Original von Büchner ist verloren und er distanzierte sich nachträglich von Weidigs Änderungen.).
Seit dem 5. April 1834 war Weidig vom Dienst suspendiert. Er wurde als Pfarrer in das Dorf Ober-Gleen, das heute zu Kirtorf gehört, in den Vogelsberg strafversetzt. Als das Projekt des Hessischen Landboten im Sommer 1834 verraten wurde, flüchtete Büchner nach Straßburg, während Weidig sich weigerte, mit seiner Familie in die Schweiz zu emigrieren. Aufsehen erregte seine Predigt in Ober-Gleen am 7. September 1834, mit der er den Christus der Armen verkündete, „der da Unrecht und Heuchelei der Mächtigen seiner Zeit bekämpfte“ – eine Befreiungstheologie avant la lettre.

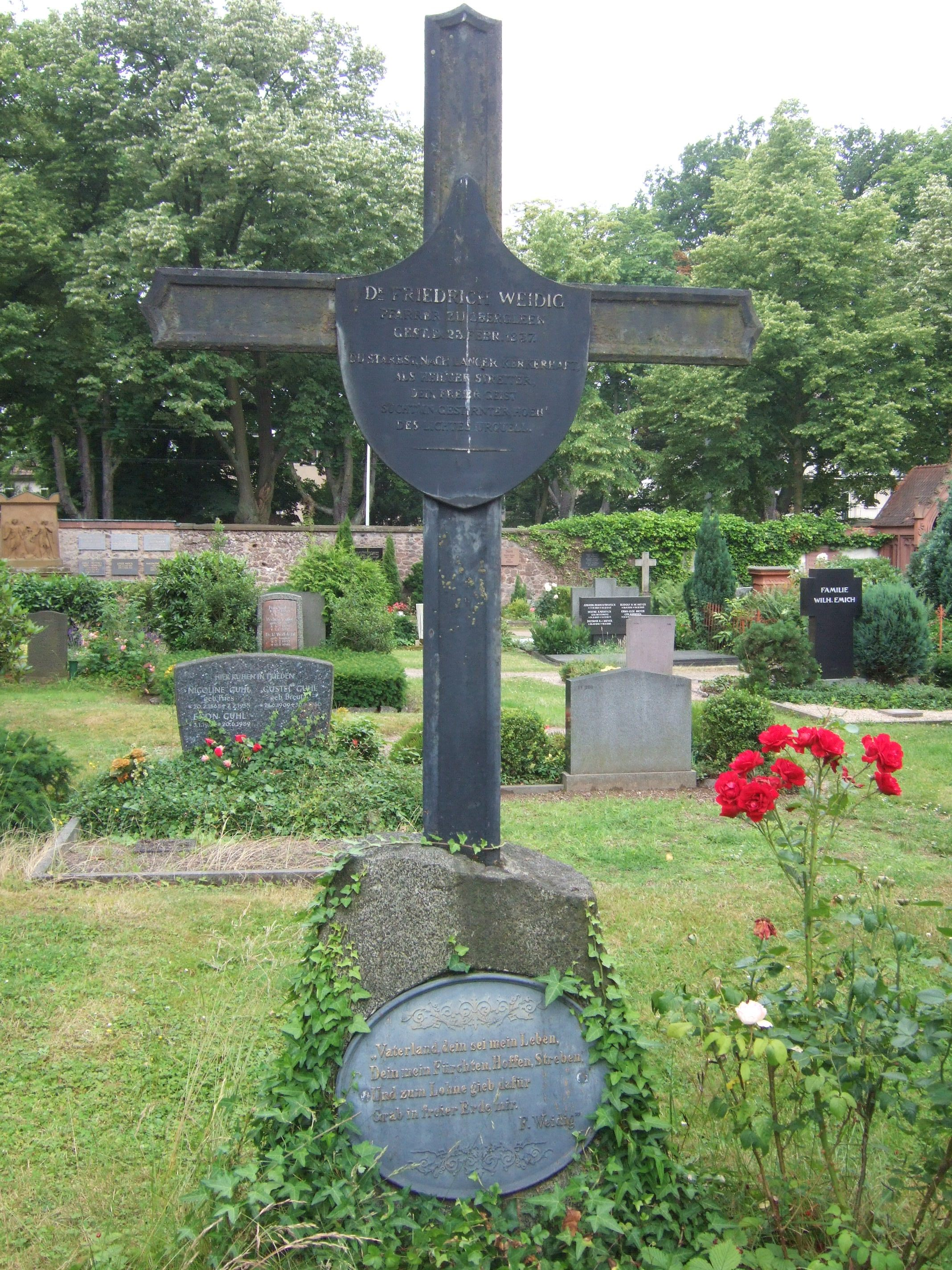
Weidigs Grab, Alter Friedhof (Darmstadt)

Bald darauf wurde Friedrich Weidig erneut verhaftet, in der Klosterkaserne zu Friedberg festgesetzt und im Juni 1835 ins Arresthaus nach Darmstadt verlegt, wo er am 23. Februar 1837 vermutlich Suizid beging, nachdem er zwei Jahre lang von den Untersuchungsrichtern (insbesondere von Konrad Georgi, der als Alkoholiker bekannt war) gequält und körperlich misshandelt worden war. Georgi wies dies als Verleumdungen zurück, und da ihm verweigert wurde, die Akten als Beweis zu veröffentlichen, verfasste er eine Rechtfertigungsschrift, die seine Unschuld bzw. Pflichterfüllung belegen sollte. Die Briefe, die der kranke und verzweifelte Weidig aus dem Gefängnis an seine Frau geschrieben hatte, wurden noch viele Jahre nach seinem Tod „aus staatspolizeilichen Gründen“ zurückgehalten. Der Grabstein auf dem Alten Friedhof von Darmstadt (Grabstelle: I F 141b), auf dem seine Freunde vermerkt hatten, dass er ein Kämpfer für die Freiheit gewesen sei, wurde auf Befehl der Regierung vermauert. Es ist heute ein Ehrengrab.
Verteidigt wurde er von seinem Schwager Theodor Reh. Dieser war 1849 letzter Präsident der Frankfurter Nationalversammlung.

## Ehrungen
Ein Denkmal zu Weidigs Ehren wurde 1937 auf dem Schrenzer am Ortsrand Butzbachs errichtet und später um ein Bronzeportrait ergänzt.
Friedrich Ludwig Weidig ist der Namenspate der Weidigschule, eines Gymnasiums in Butzbach, und der Weidigsporthalle in Oberkleen. In Friedberg, Darmstadt (Eberstadt) und Ober-Gleen (Kirtorf) sind Straßen nach Friedrich Ludwig Weidig benannt. Der Hessische Turnverband verleiht die Friedrich-Ludwig-Weidig-Plakette an Menschen, die sich durch langjährige Mitarbeit um den Turnsport in Hessen verdient gemacht haben. Die Technische Universität Darmstadt hat 2021 einen Saal im Gebäude Rundeturmstraße 10 nach ihm benannt. Zudem wurden 2022 jeweils eine Büste von Friedrich Ludwig Weidig und Georg Büchner in der sog. Gefängnisschleuse angebracht, die von Thomas Duttenhoefer ausgeführt wurden.

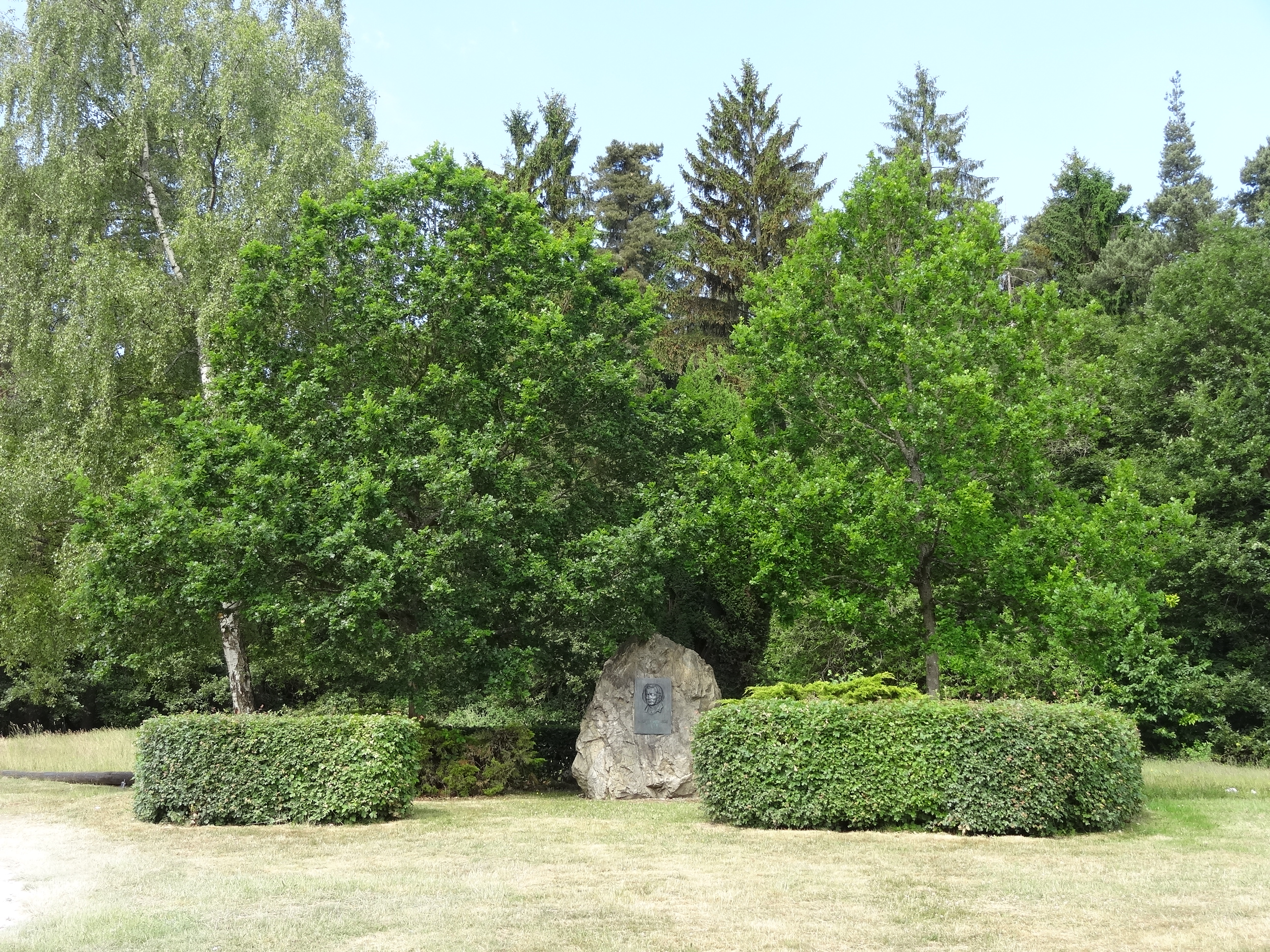
Denkmal in Butzbach
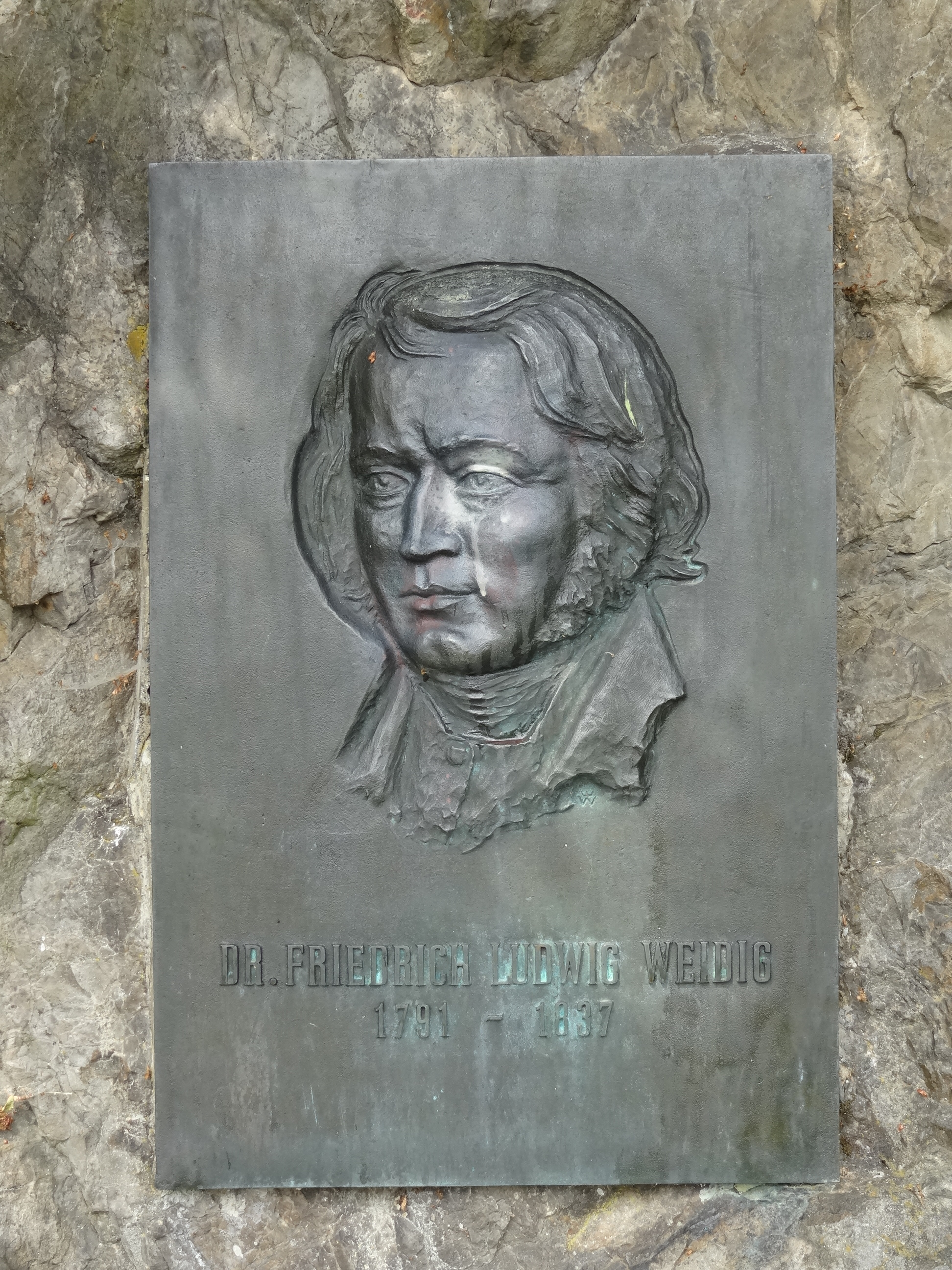
Plakette am Denkmal

## Schriften
- Friedrich Ludwig Weidig: Gesammelte Schriften. Herausgegeben von Hans-Joachim Müller. Darmstadt 1987 (= Hessische Beiträge zur deutschen Literatur), ISBN 3-7929-0155-2 [enthält eine ausführliche Chronologie zu Leben und Werk (S. 497–681)].
- Georg Büchner, Friedrich Ludwig Weidig: Der Hessische Landbote. Herausgegeben von Gerhard Schaub. Reclam, Stuttgart 1996, ISBN 3-15-009486-0.